# Tiếng Kurukh
Tiếng Kurukh (/ˈkʊrʊx/; hay tiếng Kurux, tiếng Oraon, tiếng Uranw; Devanagari: कुड़ुख़) là một ngôn ngữ Dravida nói bởi gần hai triệu người Oraon và Kisan ở Jharkhand, Madhya Pradesh, Chhattisgarh, Orissa, Bihar và Tây Bengal, cũng như 65.000 người ở miền bắc Bangladesh, 28.600 người nói một phương ngữ gọi là Dhangar ở Nepal và khoảng 5.000 người ở Bhutan. Một số người nói tiếng Kurukh ở Nam Ấn Độ. Nó liên quan chặt chẽ nhất với tiếng Brahui và tiếng Malto (Pahar). Ngôn ngữ được xếp ở tình trạng "dễ bị tổn thương" trong danh sách các ngôn ngữ bị đe doạ của UNESCO. Phương ngữ Kisan có 206.100 người nói vào năm 2011.

## Phân loại
Tiếng Kurukh thuộc nhóm ngôn ngữ Dravida Bắc, ngữ hệ Dravida, và có liên quan chặt chẽ với tiếng Paharia Sauria và tiếng Paharia Kumarbhag, thường được gọi chung là tiếng Malto.

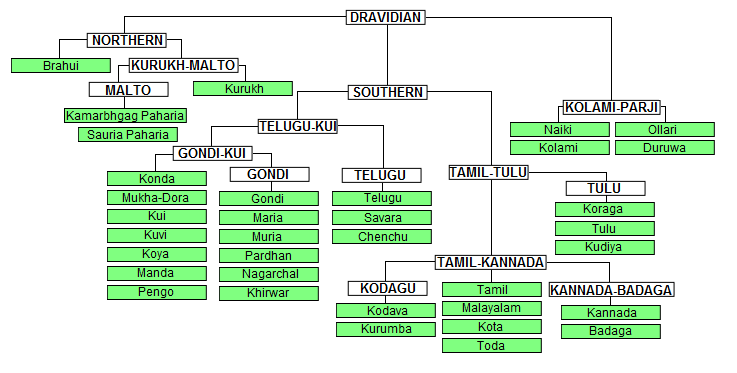
Cây ngôn ngữ Dravida

Tiếng Kurukh được viết bằng chữ Devanagari.Chữ này cũng được sử dụng để viết tiếng Phạn, tiếng Hindi, tiếng Marathi, tiếng Nepal và các ngôn ngữ Ấn-Arya khác. Tiến sĩ Narayan Oraon đã phát minh ra chữ Tolong Siki dành riêng cho tiếng Kurukh. Nhiều sách và tạp chí đã được xuất bản bằng chữ Tolong Siki. Hiệp hội văn học Kurukh của Ấn Độ là công cụ truyền bá chữ viết Tolong Siki cho văn học tiếng Kurukh.

## Phân bố địa lý
Tiếng Kurukh được sử dụng chủ yếu ở Raigarh, Surguja, Jashpur của Chhattisgarh, Gumla, Ranchi của Jharkhand, Jharsuguda, Sundargarh và Sambalpur của Odisha. Nó cũng được nói ở huyện Jalpaiguri của bang Tây Bengal, các bang Assam, Bihar và Tripura.

## Tình trạng
Tiếng Kurukh được nói bởi 2.053.000 người của các bộ lạc Oraon và Kisan, với lần lượt 1.834.000 và 219.000 người nói. Tỷ lệ biết chữ ở người Oraon là 23% và ở người Kisan là 17%. Mặc dù có nhiều người nói, nó được coi là ngôn ngữ bị đe doạ. Chính quyền Jharkhand và Chhattisgarh đã đưa tiếng Kurukh vào các trường học với phần lớn học sinh Kurukhar. Jharkhand và Tây Bengal đều liệt kê Kurukh là ngôn ngữ chính thức. Bangladesh cũng có một số người nói tiếng này.

## Giảng dạy
Tiếng Kurukh là một môn học trong các trường học ở Jharkhand, Chhattishgarh, Madhya Pradesh, Odisha, Tây Bengal và Assam.

## Phương ngữ và tên thay thế
Tiếng Kurukh có một số tên thay thế là Uraon, Kurux, Kunrukh, Kunna, Urang, Morva và Birhor. Có hai phương ngữ, Oraon và Kisan, độ thông hiểu giữa chúng là 73%. Phương ngữ Oraon hiện đang được chuẩn hóa nhưng Kisan thì không. Phương ngữ Kisan hiện đang bị đe doạ, với tỷ lệ giảm 12,3% từ năm 1991-2001.